# شین، سوریه
شین (به عربی: شین) یک منطقهٔ مسکونی در سوریه است که در شهرستان حمص واقع شده‌است.

## خصوصیات
شین ۱۳٬۰۲۰ نفر جمعیت دارد و ۸۰۰ متر بالاتر از سطح دریا واقع شده‌است.